# Fagertry
Fagertry (Lonicera ×bella) är en hybrid i familjen kaprifolväxter mellan spärrtry (L. morrowii) och rosentry (L. tatarica).
Bären är giftiga och ger kräkningar, ansiktsrodnad, överdriven törst och vidgade pupiller.

## Synonymer
- Lonicera ×bella f. albida (Zabel) Rehder